# Insula Campalto
Campalto (sau Batteria Campalto) este o mică insulă (42.890 m²) în Laguna Venețiană din nordul Italiei, care poartă numele localității omonime de pe uscat. Ea se află la 1,5 km nord-vest de centrul istoric al orașului și la 1,9 km vest de Murano. 
Cea mai apropiată insulă este San Secondo, situată la 1,2 km sud-vest.

## Istoric
Insula Campalto a fost transformată în secolul al XVIII-lea, spre sfârșitul Republicii Venețiene, într-una dintre cele opt insule fortificate care au apărat orașul Veneția de invadatori. Acest lucru reiese dintr-o scrisoare a nobililor din 1796.  În interiorul fortului exista un depozit de muniție. Postul militar a fost extins sub administrațiile austriacă și italiană. Austriecii au consolidat capacitatea de apărare a insulei în 1858, iar apoi guvernul italian a procedat la fel. Celelalte insule fortificate au fost Fisolo, Campana, Ex Poveglia și Trezze în sudul lagunei; Tessera, Carbonera și Buel del Lovo (Batteria San Marco) în centrul și nordul lagunei.
Potrivit documentelor de la începutul secolului al XX-lea bateria Campalto avea o formă poligonală și semicirculară, fiind asemănătoare cu alte forturi, deși era una dintre cele mai mici: avea o cazarmă, un depozit de muniție și un recif artificial care proteja complexul militar. În timpul celui de-al Doilea Război Mondial a fost amplasată aici o baterie antiaeriană care trebuia să opere orașul și zona de atacurile aeriene. Aici se aflau un buncăr și două depozite de muniție.
În anii șaizeci ai secolului al XX-lea echipamentele militare au fost abandonate, iar insula a fost folosită pentru depozitarea deșeurilor de la fabricile de sticlă din Murano, terenul insulei fiind extins artificial. Mai târziu, în anii '90, această activitate a fost interzisă, iar insula a fost decontaminată în 1998. Malurile au fost consolidate și s-a construit un mic dig de protecție.
La 11 septembrie 2005, la inițiativa Asociației nautice a lagunei, în colaborare cu Autoritatea Acvatică a Veneției, primăria și ACTV ("Azienda del Consorzio Trasporti Veneziano"), a fost deschis pe malul nordic un debarcader pentru vaporetto, echipat cu dig de acostare pentru ambarcațiuni mici cu vele sau rame, precum și pentru caiace și canoe. În prezent ea este o destinație populară pentru caiace și pentru ambarcațiunile cu pânze. 
Până de curând insula s-a aflat sub protecția statului, fiind apoi preluată în administrare de municipalitatea din Veneția.